# هوسران‌ها (فیلم ۱۹۹۶)
هوسران‌ها یا خوش‌گذران‌ها (به انگلیسی: Swingers) فیلمی محصول سال ۱۹۹۶ و به کارگردانی داگ لیمان است. در این فیلم بازیگرانی همچون جان فاورو، وینس وان، ران لیوینگستون، پاتریک ون هورن، الکس دزرت، هدر گراهام و بروک لنگتون ایفای نقش کرده‌اند.